# Paramount Airways
Paramount Airways war eine indische Regionalfluggesellschaft mit Sitz in Madurai.

## Geschichte
Der Flugbetrieb begann im Oktober 2005. Gründer und Eigner war die Paramount Group, eine in Madurai ansässige Textilgesellschaft. Nach der gesetzlichen Sperrfrist von fünf Jahren, in der indische Neugründungen nur inländische Ziele anfliegen dürfen, plante Paramount ab Frühjahr 2011 auch internationale Strecken zu bedienen. Ihr Business-Class-Konzept sollte auch für internationale Flüge gelten. Über die Flugzeughersteller und die erforderlichen Typen für die geplanten Langstrecken wurde keine Entscheidung getroffen.
Nachdem der Flugbetrieb auf Grund eines Rechtsstreits im Winter 2010 eingestellt werden musste, plante die Airline den Betrieb wieder aufzunehmen, was jedoch nicht erfolgte.

## Ziele
Von ihrer Heimatbasis Chennai International Airport bediente die Gesellschaft Ziele in Süd- und Westindien, darunter Coimbatore, Madurai, Kochi, Bengaluru, Hyderabad, Thiruvananthapuram, Visakhapatnam, Tiruchirappalli, Goa und Pune.

## Flotte
(Stand: September 2009):
- 2 Embraer 170
- 3 Embraer 175